# Canção do Mar
Canção do Mar est une chanson portugaise dans la tradition du fado, écrite par Frederico de Brito et composée par Ferrer Trindade. 

## Histoire
Elle est interprétée par Amália Rodrigues en 1954, sous le titre Solidão, pour le film Les Amants du Tage (1955) d'Henri Verneuil. Elle sort dès 1954 chez columbia Records.
Elle a aussi été chantée par Tristão da Silva, en 1961, sous son titre original.
Le 27 novembre 2011, le fado entre au Patrimoine culturel immatériel de l'UNESCO.

## Version de Dulce Pontes
La chanson est reprise par la chanteuse portugaise Dulce Pontes pour son album Lágrimas en 1993. Cette version apparaît dans le film américain Peur primale de 1996, avec Richard Gere et Edward Norton.

## Autres versions
La chanson est reprise en portugais entre autres par Mísia  sur son album Fado (1993), par Julio Iglesias sur son album Ao Meu Brasil (2001), par Pink Martini sur leur album Je dis oui (2016).
Elle est traduite en espagnol pour les versions de Chayanne pour son album Simplemente (2000) et par Chenoa sur son album de 2002.
Peppino di Capri reprend sous le titre O mare la chanson sur l'album de 1995 Di Capri...di più.
Elle est adaptée en français sous le titre Elle, tu l'aimes... par Hélène Segara pour son album Au nom d'une femme (2000).
En 2003, la chanteuse britannique Sarah Brightman en reprend la musique pour sa chanson Harem sur l'album du même nom.